# Turnix nigricollis

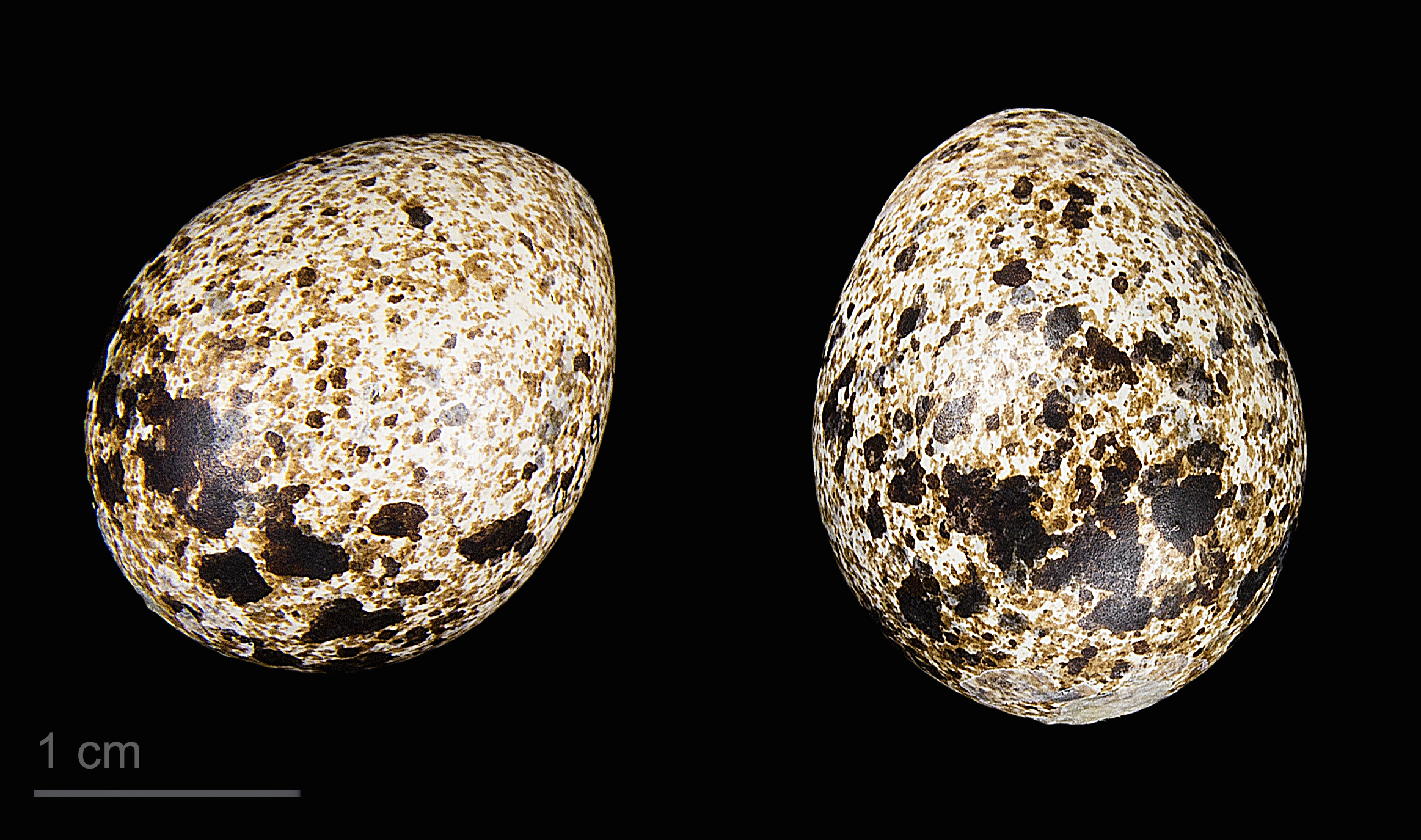
Turnix nigricollis

Turnix nigricollis là một loài chim trong họ Turnicidae.